# Hamataliwa latifrons
Hamataliwa latifrons là một loài nhện trong họ Oxyopidae.
Loài này thuộc chi Hamataliwa. Hamataliwa latifrons được Tord Tamerlan Teodor Thorell miêu tả năm 1890.